# 장캉즈
장캉즈(張康之, 1957년 8월 12일~)는 중화민국(타이완)의 국적 신분의 홍콩의 동양 정치 철학자 겸 대학 교수이자 교육인이고, 원래는 중화인민공화국 장쑤 성 쉬저우 시 퉁산 구 출신이다.
교수 장캉즈(张康之)의 고모부 쑨즈핑(孫治平, 1913~2005)은, 국민정부 대륙 본토 시대 중화민국 초대 대총통 쑨원(孫文, 1866~1925)의 장손(長孫)이기도 하다.

## 저서

### 정치철학서
- 《Totality and Utopia: the Category of Totality of Humanistic Marxism》(1998년)
- 《In Search of an Ethical Perspective of Public Administration》(2002년)